# Szkoła nazw
Szkoła nazw (logiści, dialektycy, sofiści) – jedna ze starożytnych chińskich szkół filozoficznych, rozwijająca się w Okresie Walczących Królestw. Jej przedstawiciele poświęcali się badaniom nad znaczeniami pojęć, ich systematyką i dociekaniem sposobów poprawnego rozumowania. Mimo iż szkoła nazw była niewielka i nie wywarła dużego wpływu na późniejsze systemy filozoficzne Państwa Środka jest warta uwagi ze względu na fakt, iż była jedyną chińską szkołą myślową zajmującą się logiką i problemami epistemologicznymi. Za twórcę szkoły uchodzi żyjący w VI wieku p.n.e. prawnik Deng Xi.
Najwybitniejszymi przedstawicielami szkoły nazw byli Hui Shi i Gongsun Long.